# Юра (Вельський район)
Юра (рос. Юра) — залізнична станція в Вельському районі Архангельської області Російської Федерації.
Населення становить 22 особи. Входить до складу муніципального утворення Верхнешоношське муніципальне утворення.

## Історія
Від 1937 року належить до Архангельської області.
Від 2004 року належить до муніципального утворення Верхнешоношське муніципальне утворення.

## Населення
| 2002 | 2010 | 2012 | 2014 |
| ---- | ---- | ---- | ---- |
| 41   | ↘15  | ↗30  | ↘22  |